# Scream 4
Scream 4 (bioscoopnaam Scre4m) is het vierde deel in de Amerikaanse Scream-filmserie van satirische horrorfilms. De film werd vanaf 28 juni 2010 opgenomen in Ann Arbor, Michigan. De première zou op 15 april 2011 in de Verenigde Staten zijn, maar werd vervroegd naar 11 april. De première in België en Nederland was op 13 april. In Nederland werd de film om 00:01 's nachts voor het eerst vertoond in de Spuimarkt-bioscoop in Den Haag. Hierdoor was het een wereldpremière, omdat het de eerste vertoning was ter wereld waarbij betalend publiek aanwezig mocht zijn. Voor Scream 4 keerde Wes Craven terug als regisseur en hoofdrolspelers Courteney Cox, David Arquette en Neve Campbell als acteurs.
Scream-films maken uitgesproken gebruik van ongeschreven wetten in horrorfilms. In dit deel hecht de dader belang aan die met betrekking tot remakes.

## Verhaal
Op de vijftiende verjaardag van de Woodsboro Murders worden studentes Jenny Randall (Aimee Teegarden) en Marnie Cooper (Brittany Robertson) bruut vermoord door een nieuwe Ghostface.
De volgende dag keert Sidney Prescott (Neve Campbell) terug naar Woodsboro om er samen met haar uitgever Rebecca Walters (Alison Brie) haar nieuwe boek te promoten. Sidney wordt verdachte van de dubbele moord, wanneer de politie een mes en bloedsporen in de koffer van haar huurauto aantreft. Voor de loop van het onderzoek logeert ze verplicht bij haar tante Kate Roberts (Mary McDonnell) en nicht Jill (Emma Roberts), die niet goed in haar vel lijkt te zitten sinds ze bedrogen werd door haar ex-vriend Trevor Sheldon (Nico Tortorella). Plots ontvangen Jill en haar vriendin Olivia Morris (Marielle Jaffe) een bedreigend telefoontje van Ghostface. Dewey Riley (David Arquette), die het intussen tot sheriff geschopt heeft, en zijn assistente Judy Hicks (Marley Shelton) besluiten Jill, Olivia en hun vriendin Kirby Reed (Hayden Panettiere) uitvoerig te ondervragen. Intussen loopt Deweys kersverse echtgenote Gale Weathers (Courteney Cox), die haar werk als journaliste inruilde voor een schrijverscarrière, gefrustreerd rond omdat ze geen inspiratie meer heeft voor haar nieuwste boek.
Later die nacht wordt Olivia, die aan de overzijde van het huis van Jill woont, voor de ogen van Jill, Kirby en Sidney aangevallen door Ghostface. Sidney en Jill proberen Olivia nog tevergeefs te redden en raken gewond bij hun actie. Ze worden naar het ziekenhuis gebracht, waar uitgever Rebecca even later wordt vermoord in de parkeergarage. In de hoop een bestseller te kunnen schrijven, tracht Gale de moordzaken op te lossen. Ze roept daarbij de hulp in van Charlie Walker (Rory Culkin) en Robbie Mercer (Erik Knudsen), twee filmnerds met een voorliefde voor horror, die samen met Jill en Kirby op school zitten. Charlie en Robbie zijn ervan overtuigd dat de moordenaar de traditionele regels van de filmremakes gebruikt voor zijn moorden. Dat impliceert dat hij naar alle waarschijnlijkheid zal toeslaan op het scholierenfeest dat die nacht gehouden wordt.
Gale gaat naar het feest en wordt er aangevallen door Ghostface, die plots de benen neemt wanneer Dewey hem beschiet. Gale wordt met een steekwonde naar het ziekenhuis overgebracht. Even later worden politieagenten Anthony Perkins (Anthony Anderson) en Ross Hoss (Adam Brody), die de nachtbewaking van het huis van Jill verzorgen, dood aangetroffen nabij hun auto. Sidney merkt dat Jill verdwenen is en alarmeert Kate, wanneer de moordenaar plots opdaagt en Kate wordt vermoord.
Jill, Kirby, Charlie, Robbie en Trevor zitten bij Kirby thuis, wanneer Ghostface verschijnt en de dronken Robbie vermoord. Even later komt Sidney ter plaatse en is ze er getuige van hoe Kirby per telefoon wordt gedwongen quizvragen over horrorfilms te beantwoorden, om zo Charlie, die buiten is gekneveld, van de dood te redden. Sidney gaat in huis op zoek naar Jill en belooft Kirby meteen terug te komen. Kirby denkt het spelletje van Ghostface gewonnen te hebben en gaat naar buiten om Charlie los te maken. Plots steekt hij haar in de buik en onthult hij zichzelf als de nieuwe Ghostface. Sidney wordt opgejaagd door Charlie en een tweede Ghostface, die niemand minder dan haar nichtje Jill blijkt te zijn. Ze verklaart altijd al de aandacht te hebben gemist die Sidney kreeg, en nu samen met Charlie beroemd te worden als enige overlevenden van de moorden, door de schuld in de schoenen van Trevor te schuiven. Ze haalt plots de geknevelde Trevor tevoorschijn en schiet hem een kogel door het hoofd. Dan verraadt ze Charlie door hem ook te vermoorden en te doen uitschijnen dat hij de handlanger van Trevor was, zodat zijzelf de enige overlevende zou zijn. Jill steekt Sidney neer en verwondt nadien zichzelf, zodat het lijkt dat ze werd aangevallen door Trevor. Dewey, Judy en de rest van het politiekorps stormen binnen en treffen het bloedbad aan.
De gewonde Jill wordt onder massale persbelangstelling naar het ziekenhuis overgebracht, waar ze nadien van Dewey te horen krijgt dat Sidney het voorval overleefd heeft. Dewey gaat nadien enkele kamers verder op bezoek bij Gale. Het koppel komt plots tot de conclusie dat Jill de werkelijke moordenaar is, omdat zij details wist over de verwondingen van Gale die niet publiek bekend waren. Intussen is Jill naar de kamer van Sidney geslopen en probeert ze haar te vermoorden. Dewey, Gale en Judy stormen binnen en proberen Jill tegen te houden. Terwijl Jill het trio bedreigt, ziet Sidney de kans een wapen te grijpen en schiet ze Jill dood. Terwijl Dewey de politie op de hoogte brengt van de nieuwe verwikkelingen, bevestigt een meute nieuwsreporters buiten Jill als dé heldin die in navolging van haar nicht Sidney de Woodsboro Murders van de 21ste eeuw heeft overleefd.

## Rolverdeling
| Acteur            | Personage                       | Opmerkingen |
| ----------------- | ------------------------------- | ----------- |
| David Arquette    | Dwight "Dewey" Riley            |             |
| Neve Campbell     | Sidney Prescott                 |             |
| Courteney Cox     | Gale Riley-Weathers             |             |
| Emma Roberts      | Jill Roberts (voorheen Kessler) |             |
| Hayden Panettiere | Kirby Reed                      |             |
| Marielle Jaffe    | Olivia Morris                   |             |
| Aimee Teegarden   | Jenny Randal                    |             |
| Alison Brie       | Rebecca Walters                 |             |
| Rory Culkin       | Charlie Walker                  |             |
| Erik Knudsen      | Robbie Mercer                   |             |
| Nico Tortorella   | Trevor Sheldon                  |             |
| Marley Shelton    | Hulpsheriff Judy Hicks          |             |
| Anthony Anderson  | Anthony Perkins                 |             |
| Adam Brody        | Ross Hoss                       |             |
| Lucy Hale         | Sherrie Marconi                 | Cameo       |
| Shenae Grimes     | Trudie Harrold                  | Cameo       |
| Anna Paquin       | Rachel Milles                   | Cameo       |
| Kristen Bell      | Chloe Garrett                   | Cameo       |
| Roger L. Jackson  | Ghostface                       | Stem        |

## Ontvangst
Scream 4 werd uitgebracht op 3 februari 2000 en werd door het publiek gemengd ontvangen. Op Rotten Tomatoes heeft de film een score van 60% op basis van 187 beoordelingen. Metacritic komt op een score van 52/100, gebaseerd op 32 beoordelingen.